# Halicampus marquesensis
Halicampus marquesensis är en fiskart som beskrevs av Dawson 1984. Halicampus marquesensis ingår i släktet Halicampus och familjen kantnålsfiskar. Inga underarter finns listade i Catalogue of Life.